# Императрица У Цзэтянь (фильм)
«Императрица У Цзэтянь» (кит. трад. 武則天, англ. lang-en) — фильм 1963 года студии Shaw Brothers, снятый режиссёром Ли Ханьсяном; костюмно-историческая драма о У Цзэтянь — единственной единовластной (де-факто и де-юре) женщине-императоре в истории Китая, в исполнении актрисы Ли Лихуа.

## Сюжет
(ряд черт образа, трактовка одних исторических событий и время прохождения других не соответствуют традиционной историографии)
Начало 650-х годов. Бездетная императрица Ван, стремясь упрочить свои позиции, отвратив императора находящейся в его фаворе и более «продуктивной» наложницы Сяо, возвращает из монастыря одну из помещенных туда после смерти императора Тайцзуна младших наложниц по имени Мин Кун (также, вероятно, имевшую связь с наследником и родившей уже в постриге двух сыновей, отданных на воспитание сестре).
Благодарная за участие, Мин Кун вскоре добивается этого, заботясь о болезненном императоре (Ли Чжи, посмертно Император Гао-цзун), а также завоевав его уважение своей образованностью и умением разбираться в государственных делах. Через какое-то время императрица Ван, отнюдь не желая возвышения новой соперницы, начинает ей вредить с помощью таоистских ритуалов с симпатической магией (напоминающей куклы вуду). Узнавшая об этом Мин Кун сначала не верит в подобное, но увидев собственными глазами (одновременно чувствуя передачу вреда), из мести или самосохранения — «подставляет» бывшую благодетельницу, подкладывая ей руками старшего сына похожую куклу императора.
Мнительный от повторяющихся приступов, император лишает Ван титулов и ссылает её и её родню, после чего, несмотря на недовольство двора, возводит в императрицы Мин Кун, теперь получающую имя У Чжао (по её родовому имени и одному из составленных ею новых иероглифов).
Болезнь императора со временем только усиливается, и все больше и больше государственных забот и фактической власти переходит к императрице. Проходит время. У Чжао показывает себя как умелый правитель-регент (достигая значительного прироста платящего налоги населения в стране, регулируя влияние храмов, лично отбирая военачальников для войн на Корейском полуострове, реформируя законы — в том числе, наделяя правами женщин, снова вызывая ярость сановников, привыкших к старым конфуцианским обычаям), но вместе с тем безжалостно устраняет большинство тех, кто хоть как-то угрожает её статусу, не исключая собственных сыновей. Неожиданное благоволение оказывается лишь нескольким смелым людям, не постеснявшимся обвинить её в глаза, но позже более или менее убеждённых ею и оставшихся верными ей до самого конца — дочери и внучке казнённых сановников, юной поэтессе и книжнице Шангуань Ваньэр, ставшей её личным секретарём и приближённым «адъютантом», и советнику Сюй Югуну.
Проходит несколько относительно благополучных десятилетий, в течение которых императрица, уже принявшая полновластный титул и имя У Цзэтянь и объявившая начало новой династии Чжоу, самовластно остаётся на троне. Она чувствует приближение смерти и, наконец, поддаётся уговорам верных людей приблизить к себе наследника, но её время уже истекает.

## В ролях
- Ли Лихуа — монахиня/наложница Мин Кун / императрица-консорт У Чжао / императрица-правитель У Цзэтянь
- Чжао Лэй[кит.] — император Гао-цзун
- Диана Чан Чунвэнь — императрица Ван[англ.]
- Грейс Тин и Флоренс Юй — Шангуань Ваньэр
- Янь Цзюнь — министр Сюй Югун[кит.]
- Ло Ци — принц Хун[англ.]
- Цзяо Чуань — принц Сянь[англ.]
- Ло Ма — принц Чжэ

## Съёмочная группа и особенности съёмки
- Компания съёмки и распространения: студия Shaw Brothers, позднее права вместе в большей частью коллекции фильмов студии были проданы Celestial Pictures[англ.]
- Продюсеры — Шао Жэньмэй[англ.], Довен Чжоу
- Режиссёр — Ли Ханьсян. Ассистент режиссёра — Као Ли.
- Авторы сценария — Ли Ханьсян, Ван Юэтин.
- Художник-постановщик — Цао Няньлунь.
- Оператор — Тадаси Нисимото (под псевдонимом Хо Ланьшань).
- Композиторы — Ван Шунь, Итиро Сайто.

Формат фильма — ShawScope (фирменная версия CinemaScope), цветной, 2,35:1.
Фильм снимался на территории Японии (в префектуре Фукуи, батальные сцены — под Киото) и Южной Кореи.

## Прокат фильма и его оценка киноинституциями и критиками
Кинофестиваль и премия Golden Horse (Тайбэй, Тайвань)
- 1963 — номинация в категории «Лучший художественный фильм»[1]

Каннский кинофестиваль (Канны, Франция)
- 1963 — участие в основной конкурсной программе/номинация на «Золотую пальмовую ветвь» (франц. название La Reine Diabolique)[2]

Некоторые источники также сообщают о включении фильма в официальные программы Азиатско-тихоокеанского, Берлинского и Венецианского фестивалей (что пока не нашло подтверждения по соответствующим первоисточникам) и прокате фильма в тот же год в Лондоне и Париже и ссылаются на сообщения о том, что картина стала (на тот момент) наиболее широко прокатываемым китайским фильмом в истории.
Кроме того, фильм выл включён в два избранных списка гонконгского кино:
- Список «100 величайших фильмов за 100 лет гонконгского кино» по версии кинообозревателя «Time Out Hong Kong» Эдмунда Ли (№ 88, с краткой рецензией)[5].
- Список «100 „must see“ фильмов Гонконга», изданный в 2011 году Гонконгским Киноархивом[англ.] и Департаментом культуры и отдыха[англ.] правительства Гонконга[6].